# Za stare plesalce
Za stare plesalce je album Pihalnega orkestra »Kras« Doberdob, ki je izšel v samozaložbi na glasbeni kaseti leta 1997.

## O albumu
Album je izšel ob 50. obletnici obnovitve godbe.
Naslov nosi po istoimenski polki (posnetek A2) skladatelja Vinka Štrucla.

## Seznam posnetkov
| Stran A | Stran A                                       | Stran A                | Stran A   | Stran A |
| Št.     | Naslov                                        | Glasba                 | Priredba  | Dolžina |
| ------- | --------------------------------------------- | ---------------------- | --------- | ------- |
| 1.      | „La stella dei prati‟ (koračnica)             | U. Nicoletti           |           | 2:26    |
| 2.      | „Za stare plesalce‟ (polka)                   | V. Štrucl              |           | 2:27    |
| 3.      | „Židana marela‟ (polka)                       | V. Štrucl              |           | 2:31    |
| 4.      | „Ti si urce zamudila‟ (narodna)               |                        | L. Leško  | 3:48    |
| 5.      | „Stelldichein in Oberkrain‟ (polka potpourri) | V. Ovsenik, S. Avsenik | S. Rundel | 4:16    |
| 6.      | „El Caballero‟ (samba)                        | A. Reinter             |           | 2:14    |

| Stran B         | Stran B                                         | Stran B            | Stran B         | Stran B |
| Št.             | Naslov                                          | Glasba             | Priredba        | Dolžina |
| --------------- | ----------------------------------------------- | ------------------ | --------------- | ------- |
| 1.              | „Dekle na vrtu‟ (narodna)                       |                    | S. Ristovski    | 2:48    |
| 2.              | „Slovenci‟ (koračnica)                          | D. Lorbek          |                 | 2:19    |
| 3.              | „CASTLES IN SPAIN: I. Oviedo‟ (passo doble)     | R. Beck, J. Mabaar |                 | 2:15    |
| 4.              | „CASTLES IN SPAIN: II. Burgos‟ (beguine)        |                    |                 | 2:00    |
| 5.              | „CASTLES IN SPAIN: III. La Coruna‟ (valse vivo) |                    |                 | 1:51    |
| 6.              | „Big Band Stomp‟ (swing)                        | K. Vlak            |                 | 3:36    |
| Skupna dolžina: | Skupna dolžina:                                 | Skupna dolžina:    | Skupna dolžina: | 32:51   |

## Sodelujoči

### Pihalni orkester »Kras«Doberdob
- Stojan Ristovski – dirigent

### Solist
- J. Colja – na posnetku A4

### Dekliški zbor »Jezero«Doberdob
poje na posnetku B1

### Produkcija
- Racman Audio Video Studio – izdelava kaset